# Logan Ullrich
Logan Ullrich (20 de agosto de 2000) é um remador neozelandês.

## Carreira
Ele cresceu em Brisbane, Austrália, e estudou na Brisbane Grammar School. Depois do ensino médio, ele foi recrutado pela Universidade de Washington para uma bolsa de estudos esportiva. Ele se formou em sistemas alimentares, nutrição e saúde e se formou como Bacharel em Artes em 2023.
Aos 11 anos, Ullrich foi inspirado por seu pai sobre remo; tanto o pai de Ullrich quanto seu tio remaram na escola na juventude. Quando sua escola ofereceu remo no ano seguinte, Ullrich estava ansioso para experimentar e teve uma experiência positiva. Em Brisbane, ele remou por sua escola e pelo Kand Rowing Club. Em 2018, juntou-se a Miller Eagle-Rowe em um par sem timoneiro, eles venceram o campeonato nacional Sub-19 da Austrália. Eles foram para o Campeonato Mundial Júnior de 2018 em Račice, na República Tcheca, em um quatro com timoneiro e ganharam uma medalha de bronze para a Austrália.
No final de 2020, ele remou pela primeira vez na Karapiro Club Regatta e depois na Karapiro Christmas Regatta. No início de 2021, ele competiu no North Island Rowing Championships em Karapiro, e em fevereiro, ele quer seu primeiro Campeonato de Remo da Nova Zelândia. No Sub-23, ele competiu nos pares sem timoneiro e nos skiffs simples e ganhou ouro e bronze, respectivamente. Na competição principal, ele remou com o oito e o quatro sem timoneiro e ganhou prata em ambas as classes de barco.
Nos Jogos Olímpicos de Verão de 2024, em Paris, conquistou a medalha de prata na competição de quatro sem masculino, ao lado de Oliver Maclean, Tom Murray e Matt Macdonald com o tempo de 5:49.88.